# 焦禮
焦禮（1382年—1463年），字尚節，蒙古人，遼東都指揮使司廣寧衛（今遼寧省北鎮縣）人，明朝军事将领。東寧伯。
焦禮父亲把思臺于洪武年间归附明朝，为通州衛指揮僉事。子焦勝嗣职，后无子，以焦勝弟焦謙嗣。洪熙元年（1425年），焦谦去世，焦禮其侄管失奴幼，于是借袭其职，升至都指揮同知，備御辽东。。正统年间，升至右都督。因守边之功，奉命居职如故，不再还职于侄。正统十四年（1449年），进右都督。土木之变后，明景帝命其担任左副都督、辽东副总兵，镇守宁远（今辽宁兴城）。随后因瓦剌也先兵临北京，奉景帝诏率军会师参与京师保卫战，战后返回镇守宁远。景泰四年（1453年），抵御蒙古两千部队进攻，获玺书嘉奖，后升左都督。天顺元年（1457年），夺门之变后，明英宗因其守邊有功，召入覲。封東寧伯，世襲，賜賚甚厚。遣還鎮。天順七年去世，（1463年），以八十二岁高龄死于任上。贈侯，謚襄毅。史称其“有胆略，精骑射，善以少击众。守宁远三十余年，士卒乐为用，边陲宁谧”。